# Rosomač
Rosomač (cyr. Росомач) – wieś w Serbii, w okręgu pirockim, w mieście Pirot. W 2011 roku liczyła 37 mieszkańców.